# Schéma régional de cohérence écologique
En France, le schéma régional de cohérence écologique (SRCE) est un schéma d'aménagement du territoire et de protection de certaines ressources naturelles (biodiversité, réseau écologique, habitats naturels) et visant le bon état écologique de l'eau imposé par la directive cadre sur l'eau. Le SRCE présente la trame verte et bleue et décline ces objectifs à l'échelle d'une Région française.
Il a été proposé par les tables rondes du Grenelle de l'Environnement (2007), et inclus dans la loi Grenelle I en 2008, puis précisé par la loi Grenelle II en juin 2009.
La loi NOTRe de 2015 intègre le SRCE dans le Schéma régional d'aménagement, de développement durable et d'égalité des territoires (SRADDET), dans les régions de métropole, sauf l'Île-de-France. En Île-de-France, l'opposabilité du SRCE a été renforcée en 2021, les Plans locaux d'urbanisme (PLU) et leurs équivalents doivent désormais lui être compatible, comme pour les SRADDET, non plus seulement le « prendre en compte ».

## Contenu
Le Schéma régional de cohérence écologique est établi dans chaque région et doit comprendre :
- un « résumé non technique » (il rappelle l'objet du schéma, ses étapes d'élaboration, ses enjeux en ce qui concerne les continuités écologiques et les principaux choix qui ont déterminé la trame verte et bleue régionale, elle-même résumée dans une carte de synthèse régionale schématique)[2] ;
- un « diagnostic du territoire régional et une présentation des enjeux[3] relatifs à la préservation et à la remise en bon état des continuités écologiques à l'échelle régionale » (ce diagnostic porte sur la biodiversité régionale, les continuités écologiques régionales et les interactions biodiversité ↔ activités humaines)[2] ;
- un volet identifiant les continuités écologiques retenues pour constituer la trame verte et bleue régionale et identifiant les réservoirs de biodiversité et les corridors qu'elles comprennent. Ceci inclut les éléments de la trame bleue (« cours d’eau, parties de cours d’eau, canaux ou zones humides mentionnés respectivement au 1° et au 2° du II et aux 2° et 3° du III de l'article L.371-1 ») ;
- un « atlas cartographique » ; cette cartographie de la trame verte et la trame bleue est faite à l'échelle du 1/100 000 (soit 1 cm sur la carte = 1 km sur le terrain : autrement dit ¹⁄₂ mm sur la carte = 50 m), même si l'échelle de constitution, pour certaines données (ayant par exemple été utilisées pour dessiner les réservoirs de biodiversité étaient le 1/25 000) (un zoom à échelle plus fine à partir de cette carte constituées au 1/100 000 conduirait à des erreurs d'interprétation). Des cartes à échelles plus fines pourront ensuite décliner la TVB à l'échelle des agglomérations et communes, le SRCE ayant vocation à produire une cohérence nationale et régionale ;
- un « plan d'action stratégique »[4] ;
- un volet décrivant la manière dont ont été pris en compte les enjeux nationaux et transfrontaliers définis pour la cohérence nationale de la trame verte et bleue par le document cadre intitulé « Orientations nationales pour la préservation et la remise en bon état des continuités écologiques » ;
- un « dispositif de suivi et d'évaluation » (appuyé sur des indicateurs concernant les éléments de la trame verte et bleue régionale, la fragmentation du territoire régional et son évolution, au niveau de mise en œuvre du schéma ainsi qu'à la contribution de la trame régionale aux enjeux de cohérence nationale de la trame verte et bleue ;
- d'éventuelles mesures contractuelles[5] permettant d’assurer la préservation ou restauration de la fonctionnalité des continuités écologiques.

Certaines régions (Nord-Pas-de-Calais, Alsace) ont pu intégrer les données et le travail qu'elles avaient déjà effectué sur le thème de la Trame verte et bleue depuis les années 1990. C'est pourquoi le Schéma du Nord-Pas-de-Calais s'appelle « SRCE-TVB ». Dans ces cas, des cartes ou annexes supplémentaires et informatives pourront aussi enrichir et accompagner le SRCE.

## Histoire
Le principe de ce schéma a été proposé par le groupe de travail Biodiversité du Grenelle de l'Environnement en 2007, étudié par un COMOP[Quoi ?] Trame verte et bleue, retenu dans un premier temps par la loi de programmation « Grenelle I », puis juridiquement traduit et décliné dans un second temps au sein du projet de loi dit Grenelle 2 examiné au Parlement en 2009. Ce dernier texte a confirmé la trame verte et bleue comme nouveau facteur de mise en cohérence des politiques d’aménagement du territoire en France (Titre IV du projet de loi, relatif à la Biodiversité, Chapitre II consacré à la TVB). 
La notion de « cohérence écologique », relativement récente, provient de l'intégration de l'écologie du paysage et de la biogéographie dans les stratégies d'évaluation environnementale et d'aménagement du territoire. 
Elle s'est déclinée à échelle européenne, par exemple via la Stratégie paneuropéenne pour la protection de la diversité biologique et paysagère, le réseau écologique paneuropéen ou encore concernant l'eau dans la directive cadre sur l'eau qui intègre un objectif de « bon état écologique des milieux » (qui passe par la restauration de l'intégrité écologique et de la fonctionnalité des écosystèmes et des milieux, qui sera notamment traité en France par la Trame bleue).
Peu à peu la notion de résilience écologique face aux dérèglements climatiques est apparue, rappelée dans l'exposé des motifs du projet de loi Grenelle II qui évoque des trames verte et bleue contribuant à la préservation et restauration de la biodiversité, mais aussi « prenant en compte les changements climatiques et le meilleur état des connaissances scientifiques disponibles (exposé des motifs p. 38/525). » Ce texte reconnait aussi qu'il faut maintenant « raisonner en termes de maillage et de fonctionnalité des écosystèmes à une très large échelle spatiale, intégrant d’une part la mobilité des espèces et dans une moindre mesure des écosystèmes, mais aussi la biodiversité ordinaire »… en cherchant à répondre à des « questions nouvelles en matière de migration des espèces et des habitats, en vue de tenter de leur offrir de nouvelles conditions favorisant leur adaptation progressive aux évolutions en cours (exposé des motifs pp. 38-39/525). »
Les démarches de préparation, production et consultation des projets de SRCE ont aussi été l'occasion d'introduire dans les approches prospectives et d'aménagement des régions et de leurs partenaires aménageurs du territoire des concepts nouveaux tels que l'unité écopaysagère.

## Définition et portée juridique
Le projet de loi élaboré et étudié de 2007 à 2009, précise (sous réserve de modifications) - comme cela était annoncé par la loi-cadre Grenelle I - qu’un « document cadre » intitulé « schéma régional de cohérence écologique », servira dorénavant de cadre régional de référence. 
Ce schéma devrait être conjointement construit dans chaque région française, sur les bases scientifiques disponibles (dont inventaire du patrimoine naturel mentionné à l’article L.411-5, et avis d’experts et du CSRPN ou conseil scientifique régional du patrimoine naturel), sur la base d’un guide méthodologique, sous l’autorité du Président du Conseil régional et le Préfet de région, et validé après avis des départements, des groupements de communes, des parcs nationaux, des parcs naturels régionaux, des représentants des partenaires socioprofessionnels concernés et de certaines ONG (associations agréées de protection de l'environnement)… 

Son opposabilité est faible. L'article L.371-3 du code de l'environnement définit la portée juridique du SRCE comme suit : 

« Sans préjudice de l'application des dispositions du chapitre II du titre II du livre Ier relatives à l'évaluation environnementale, les documents de planification et les projets de l'État, des collectivités territoriales et de leurs groupements prennent en compte les schémas régionaux de cohérence écologique et précisent les mesures permettant d'éviter, de réduire et, le cas échéant, de compenser les atteintes aux continuités écologiques que la mise en œuvre de ces documents de planification, projets ou infrastructures linéaires sont susceptibles d'entraîner. Les projets d'infrastructures linéaires de transport de l'État prennent en compte les schémas régionaux de cohérence écologique. »

Le livre II du code de l’environnement sera modifié pour intégrer ce schéma. Un décret en Conseil d'État précise le titre de la loi Grenelle II relatif à ce schéma et le fonctionnement des comités régionaux « trames verte et bleue » (décret du 28 juin 2011).
Spécificité pour la Corse, Mayotte et les départements d'Outre-mer
- Compte tenu de leurs spécificités vis-à-vis du territoire métropolitain, l'exposé des motifs de la loi précise qu'il est nécessaire d’adapter les dispositions relatives au schéma régional de cohérence écologique au contexte juridique de ces collectivités, via le PADDUC, les SAR et le PADD de Mayotte.
- Une procédure particulière sera adaptée à la Guyane, région la plus riche en biodiversité.

## Cadre national
Des « orientations nationales pour la préservation et la restauration des continuités écologiques » seront le cadre national, élaborées par l’État en concertation avec les collectivités territoriales, ses partenaires socioprofessionnels, des comités de bassin, des associations de protection de l’environnement agréées concernées ainsi que, le cas échéant, de PQPN (personnalités qualifiées en matière de protection de l’environnement) (art. L.371-2).

## Liens avec SCOT et PLU
Les trames vertes et bleues régionales et locales déclineront à l'échelle régionale la trame verte et bleue nationale, via les schémas régionaux de cohérence écologique (ou SRCE).
Les SCOT (schémas de cohérence territoriale) et les PLU (plans locaux d’urbanisme) (cf. p. 1/114 du projet de loi) devront quand ils existent prendre en compte ces SRCE (tout comme les plans territoriaux pour le climat). « Art. L.122-1-12 du projet de loi (ils devaient déjà « prendre en compte les programmes d'équipement de l'État, des collectivités locales et des établissements et services publics »).

## Procédures

### Procédures de construction
Le SRCE doit respecter des orientations nationales (élaborées par le ministère de l'écologie, et le comité national Trame verte et bleue, puis validées après leur adoption par décret en Conseil d'État). Elles concernent la préservation et la restauration des continuités écologiques (mentionnées à l’article L.371-2) et les éléments pertinents des SDAGEs (schémas directeurs d’aménagement et de gestion de l’eau, mentionnés à l’article L.212-1).
Un « guide méthodologique » identifiera les enjeux nationaux et transfrontaliers à prendre en compte pour la préservation et restauration des continuités écologiques. Ce guide comportera un volet relatif à l’élaboration des schémas régionaux de cohérence écologique (mentionnés à l’article L.371-3). Chaque SRCE doit s'appuyer sur des « critères de cohérence nationale Trame verte et bleue » visant à ce que les habitats et espèces soient considérés de manière géographiquement et écologiquement cohérente de part et d'autre des frontières administratives régionales et nationales. Le SPN et le Muséum national d'histoire naturelle ont été sollicités pour valider ou améliorer ces critères sur les aspects habitats, espèces et cohérence transfrontalière.
Le SRCE est élaboré conjointement par la région et l'État en association avec les départements, les groupements de communes compétents en matière d’aménagement de l’espace ou d’urbanisme ou, à défaut, les communes dotées d’un plan d’occupation des sols ou d’un plan local d’urbanisme, les parcs nationaux, les parcs naturels régionaux, les associations de protection de l’environnement agréées concernées ainsi que des représentants des partenaires socioprofessionnels intéressés.
Un comité régional Trame verte et bleue est créé. C'est une instance de concertation de niveau régional dont les membres sont nommés pour 6 ans, par le président du conseil régional et le préfet de région, avec plusieurs collèges :
1. collectivités territoriales et leurs groupements (30 %) ;
2. État et ses établissements publics (15 %) ;
3. organismes socio-professionnels et usagers de la nature (20 %) ;
4. associations, organismes ou fondations œuvrant pour la préservation de la nature et gestionnaires d’espace naturels (15 %) ;
5. scientifiques et personnalités qualifiées (5 %).

Il est :
- un lieu d’information, d’échange et de consultation sur tout sujet ayant trait aux continuités écologiques au sein de la région (y compris les initiatives des régions voisines ou transfrontalières) ;
- associé à l’élaboration, à la mise à jour et au suivi du schéma régional de cohérence écologique (SRCE) ;
- éventuellement consulté sur toute mesure réglementaire, tout document de planification ou projet traitant des continuités écologiques identifiées dans le SRCE ou ayant des effets sur ces continuités, préalablement aux décisions ou avis du président du Conseil régional ou du préfet de région sur ces projets ou documents ;
- éventuellement consulté sur tous les sujets relatifs aux stratégies régionales et locales de la biodiversité ;
- informé des travaux scientifiques menés sur les continuités écologiques au sein de la région ou des régions voisines.

### Procédure de validation
« Le projet de SRCE, assorti des avis recueillis, est soumis à enquête publique par le préfet de région. 
Puis, après d'éventuelles modifications « notamment pour tenir compte des observations du public », il sera soumis à délibération du conseil régional et adopté par arrêté préfectoral ; 

« Le schéma adopté est tenu à la disposition du public » ; le préfet le porte ensuite à connaissance des communes ou de leurs groupements compétents en matière d'urbanisme.
Le projet de SRCE est arrêté par le président du conseil régional et le préfet de région qui le transmettent, avec le « rapport environnemental » aux collectivités, groupements de collectivités, établissements publics et syndicats prévus par la loi ainsi qu'à l'autorité environnementale compétente en matière d'environnement et au conseil scientifique régional du patrimoine naturel (qui a 3 mois pour rendre un avis). Avec d'éventuelles modifications conjointement validées par la région et le préfet, le SRCE est alors soumis à enquête publique et éventuellement conjointement modifié pour tenir compte des avis recueillis, puis il est approuvé par délibération du conseil régional puis adopté par arrêté, en restant consultable dans les préfectures et sous-préfectures et au siège du conseil régional et des conseils généraux de la région et par voie électronique.

### Procédure d'évaluation
Avant expiration d’un délai fixé par décret, le préfet et la Région évalueront les résultats du schéma du point de vue de la préservation et de la restauration des continuités écologiques. Au vu de cette évaluation, le préfet et le conseil régional se prononceront sur le maintien ou la révision du schéma. Sans décision concordante, le schéma sera déclaré caduc et révisé selon la même procédure que celle qui a présidé à son élaboration.
En Corse, le « plan d’aménagement et de développement durable » vaudra SRCE (après prise en compte des orientations nationales pour la préservation et la restauration des continuités écologiques), et dans les départements d'outre-mer, c’est le schéma d'aménagement régional qui jouera ce rôle.
L'évaluation de sa mise en œuvre est faite conjointement par l’État et la Région au plus tard dans les six ans après son adoption. Cette analyse est fournie au Comité national « trame verte et bleue », et mise en ligne sur les sites internet de la préfecture de région et du conseil régional.

### Procédure de révision
Le Conseil scientifique régional du patrimoine naturel, sur cette base se prononce « sur le maintien en vigueur ou sur la nécessité de réviser ledit schéma ainsi que sur l'étendue de cette révision. À l'expiration d'un délai de trois mois, l'avis est réputé émis. « Les décisions concordantes du conseil régional et du préfet de région de maintenir en vigueur ou de réviser le schéma régional de cohérence écologique interviennent dans un délai de six mois suivant la publication de l'analyse susmentionnée. À défaut de décisions concordantes, le schéma régional de cohérence écologique est maintenu en vigueur ».

## Obligations de prise en compte
Les collectivités ou groupement compétents en urbanisme ou aménagement du territoire doivent « prendre en compte » le SRCE (et le guide méthodologique figurant dans les orientations nationales) quand elles élaborent ou révisent leurs plans et documents d’aménagement de l’espace ou d’urbanisme ou des projets infrastructures linéaires (routes, canaux, voies ferrées…), en précisant les mesures compensatoires prévues pour compenser les atteintes aux continuités écologiques que la mise en œuvre de ces documents de planification, projets ou infrastructures linéaires sont susceptibles d'entraîner.
Les PLU (plans locaux d’urbanisme) devront prendre en compte, lorsqu’ils existent, les schémas de cohérence écologique (et les plans territoriaux pour le climat), ainsi que les liens fonctionnels pouvant exister entre ces deux schémas (relativement aux puits de carbone naturels par exemple).

## Rôle des départements
Art. L.371-5 - Les départements pourront être maître d’ouvrage, ou exercer une mission d’assistance à maître d’ouvrage dans le cadre des règles de la commande publique, pour tous les travaux contribuant à la préservation ou à la restauration des continuités écologiques sur la trame verte et la trame bleue d'un schéma régional de cohérence écologique adopté. Ils peuvent, pour les missions autres que celles d’assistance à maître d’ouvrage, mobiliser à cet effet le produit de la taxe départementale sur les espaces naturels sensibles.